# Наили Абдулла-паша
Наили Абдулла-паша (тур. Naili Abdullah Paşa; ? — август 1758, Медина) — османский государственный деятель, великий визирь Османской империи (19 мая 1755 — 24 августа 1755).

## Биография
По национальности — турок. Родился в Стамбуле, столице Османской империи. Его отцом был Халил-ага. Работал в бюрократическом аппарате Порты. После нескольких незначительных должностей он был назначен рейс-уль-куттабом (начальником канцелярии, должность, аналогичная министру иностранных дел в этот период) в 1747 году, в правление султана Махмуда I.
19 мая 1755 года султан Осман III назначил Наили Абдуллу-пашу великим визирем Османской империи. Однако Осман III был слабым султаном и находился под влиянием Нишанджы Али-паши, соперника Абдуллы. Наили Абдулла-паша был уволен султаном после всего лишь трех месяцев пребывания в должности 24 августа 1755 года.
После отставки Наили Абдулла-паша был отправлен в ссылку на остров Хиос. Но вскоре он был помилован султаном и назначен губернатором Крита. Через три года, в 1758 году, он был назначен губернатором Джидды (сейчас Саудовская Аравия) по его просьбе. Однако он умер в Медине по пути в Джидду в августе 1758 года.